# Francesc Vallès (músic)
Francesc Vallès (Catalunya, S. XVII) fou un organista. El 1676 va afegir a l'orgue de la catedral de Tarragona un registre de regalies i dolçaines. Hom creu que la seva identitat podria relacionar-se amb la de Jorge Vallès o Jorge Vullén. Se sap que va construir un orgue per a l'església de Sant Feliu de Torelló.

## Obres
Sota la seva autoria es conserva el Villancet per a 5 veus i acompanyament, al fons musical CMar (Fons de l'església parroquial de Sant Pere i Sant Pau de Canet de Mar.